# Batalla del lago Baikal
La batalla del lago Baikal fue una batalla naval librada por las fuerzas checoslovacas y su único enfrentamiento naval en toda su historia.

## Antecedentes
En agosto de 1918, la Legión Checoslovaca, al mando de Gajda, luchó contra el Ejército Rojo por el control de los collados alrededor del lago Baikal, que estaban bien defendidos. A Gajda le preocupaba que el lago estuviese bajo el control total de los buques del Ejército Rojo, que amenazaba a las unidades checoslovacas con desembarcar en la retaguardia de la legión.
Mientras ocupaban varios puertos en las costas del Baikal, los legionarios checoslovacos lograron capturar dos barcos de vapor enemigos, el Sibirjak y el Fedosia. Más tarde se le acoplaron un par de obuses a cada uno.

## Batalla

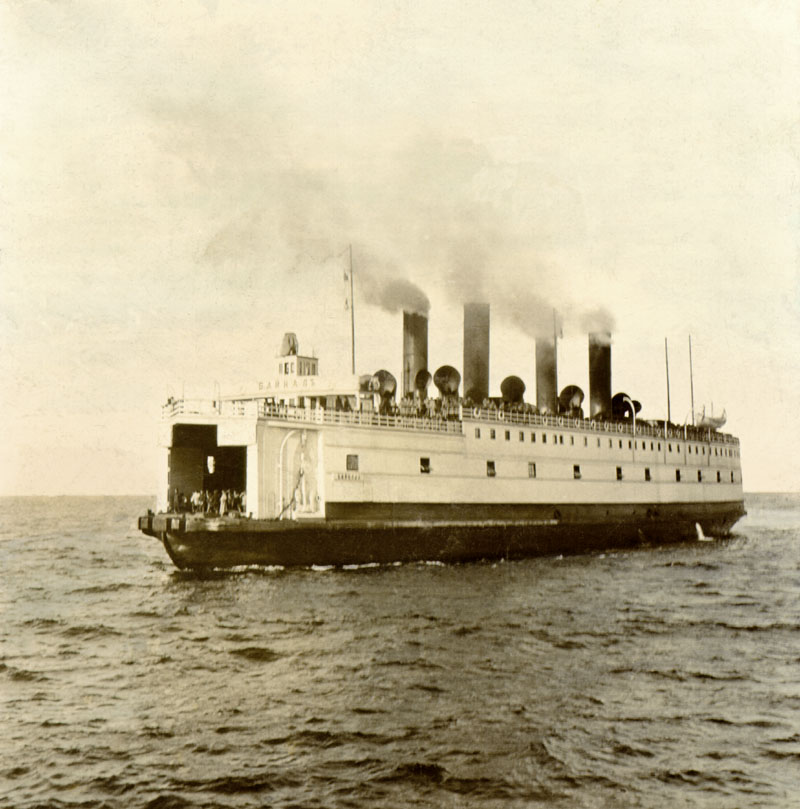
El Ejército Rojo usó el ferri rompehielos armado SS Baikal durante la batalla.

El 15 de agosto, la flota checoslovaca zarpó de Listvianka. Para el mediodía del 16 de agosto, los buques estaban a unos 8 km del puerto de Mysovsk en medio de una espesa niebla. Al cabo de unos minutos, la niebla empezó a disiparse y los barcos divisaron Mysovsk.
Las fuerzas del Ejército Rojo que defendían la ciudad tenían la impresión de que los barcos que se acercaban eran navíos aliados que traían suministros. Esto permitió a los buques acercarse al puerto a una distancia de aproximadamente 4 km. Para cuando los defensores de Mysovsk se percataron de su error, ya era demasiado tarde. El rompehielos Baikal intentó abrir fuego contra los buques checoslovacos, pero estos fueron más rápidos. Empezaron a disparar, tanto al Baikal como al puerto. Hundieron el Baikal y Mysovsk se sumió en la confusión. La estación de tren estaba ardiendo. Un tren blindado llegó después de media hora de bombardeos checoslovacos. Se descargaron cañones y empezaron a devolver el fuego a los buques checoslovacos. Como ya habían cumplido su misión de destruir el puerto y la estación de tren, los legionarios se marcharon. En el viaje de vuelta, se encontraron con el buque enemigo Angara, que decidió evitar el combate. El resto del viaje fue tranquilo y regresaron a Listvianka sin más incidentes.

## Resultados
Las noticias de la campaña de la Legión Checoslovaca en Siberia durante el verano de 1918 fueron bien recibidas por los estadistas aliados del Reino Unido y Francia, que vieron la operación como un medio para reconstituir un frente oriental contra Alemania. El presidente estadounidense Woodrow Wilson, que se había opuesto a anteriores propuestas aliadas de intervenir en Rusia, cedió a las presiones nacionales y extranjeras de apoyar la evacuación de los legionarios de Siberia. A principios de julio de 1918, publicó un memorándum en el que pedía una intervención limitada en Siberia por parte de Estados Unidos y Japón para rescatar a las tropas checoslovacas, que habían quedado bloqueadas por las fuerzas bolcheviques en Transbaikalia.
Sin embargo, los checoslovacos ya habían salido de allí a tiros. Para cuando la mayoría de las unidades estadounidenses y japonesas desembarcaron en Vladivostok, los checoslovacos ya estaban allí para darles la bienvenida. La intervención aliada en Siberia continuó: en otoño de 1918, había 70 000 tropas japonesas, 829 británicas, 1400 italianas, 5002 estadounidenses y 107 coloniales francesas (vietnamitas) en la región. Muchos de estos contingentes apoyaban a los rusos antibolcheviques y a los señores de la guerra cosacos que habían fundado gobiernos regionales tras la toma checoslovaca del ferrocarril Transiberiano.
La campaña de la Legión Checoslovaca en Siberia impresionó a los estadistas aliados, quienes se sintieron atraídos por la idea de un Estado checoslovaco independiente. A medida que los legionarios iban de victoria en victoria ese verano, el Consejo Nacional Checoslovaco empezó a recibir declaraciones oficiales de reconocimiento de varios Gobiernos aliados.